# 兹盖日
兹盖日（波蘭語：Zgierz，波蘭語發音：[zɡʲɛʂ] ⓘ）是波兰罗兹省的一个镇。

## 友好城市
- 德国格劳豪 （1996年）
- 斯洛伐克凱日馬羅克 （1998年）
- 立陶宛庫皮什基斯 （1998年）
- 乌克兰Manevychi （1999年）
- 波蘭Gmina Zgierz （2000年）
- 波蘭奧日什 （2001年）
- 波蘭蘇普拉希爾 （2001年）
- 匈牙利霍德梅澤瓦 （2005年）
- 法國 比什维莱尔 （2019年）